# Boiruna sertaneja

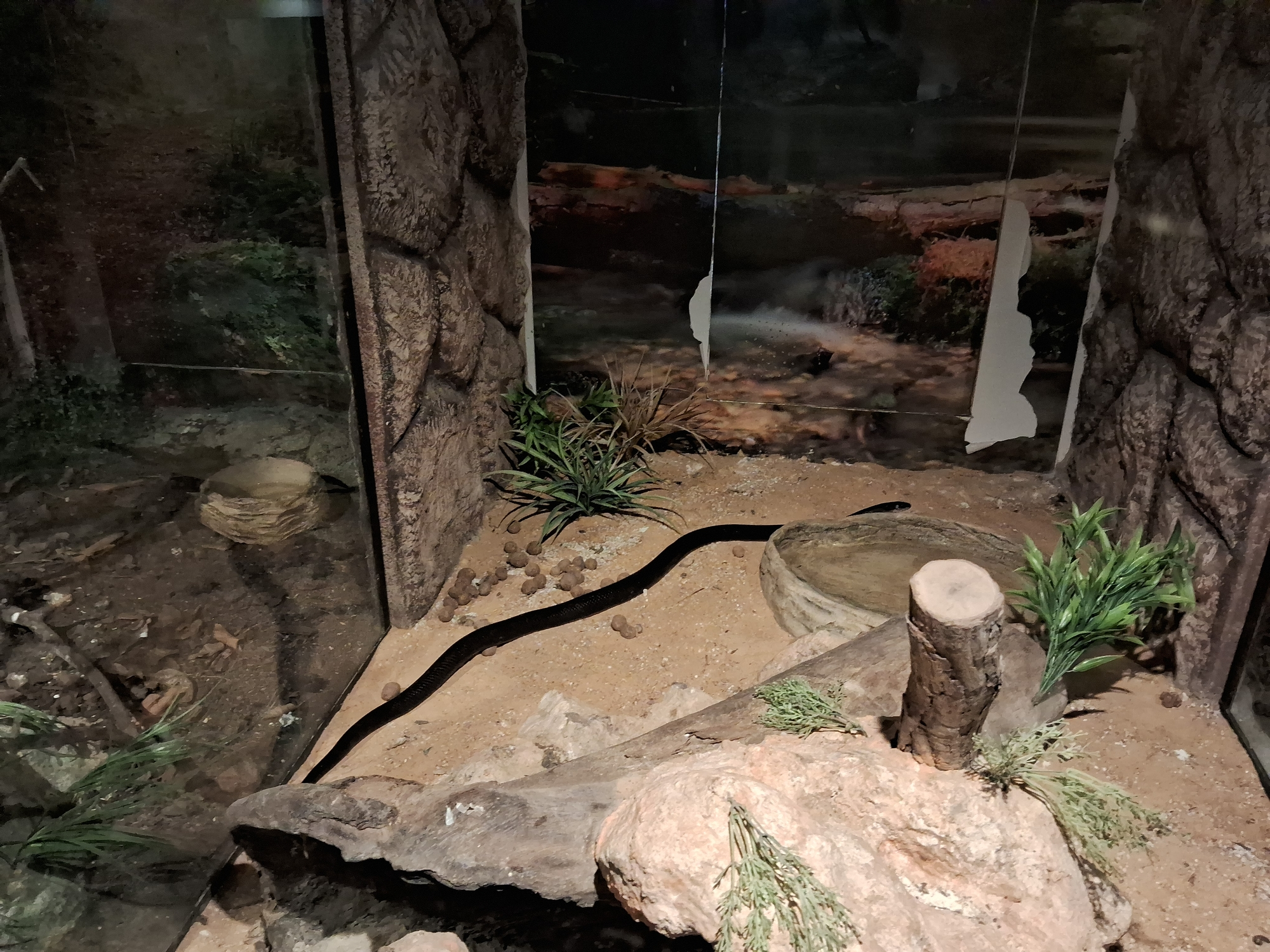
Cobra preta em cativeiro em um zoológico

Boiruna sertaneja é uma espécie de serpente encontrada no sertão do Brasil. É também chamada de cobra-preta, muçurana, cobra-de-leite, limpa-pasto, limpa-campo e papa-rato.